# Лев III (папа римский)
Лев III (лат. Leo PP. III; 750 — 12 июня 816) — папа римский с 27 декабря 795 года по 12 июня 816 года.

## Биография
Лев был римлянином, сыном простого горожанина Азуппия и Елизаветы. С детства воспитывался в Латеране. На момент своего избрания он был кардинал-пресвитером титулярной церкви Санта-Сузанна. Был избран папой римским 27 декабря 795 года, став преемником Адриана I, на следующий день после его смерти. Вполне возможно, что эта спешка могла быть связана с желанием римлян предупредить любые попытки франков повлиять на результаты выборов.
С первых же дней понтификата Лев ІІІ взял курс на союз с Карлом Великим, которому римляне, по предложению папы, присягнули в верности. Это означало, что франкский король становится сувереном Рима, и папская канцелярия стала даже датировать свои документы годами вступления во власть короля и папы. К письму Карлу Великому с извещением о своем избрании Лев ІІІ приложил ключи от исповедальни Святого Петра и штандарт города.
В свою очередь от Карла Великого Лев ІІІ получил поздравительный адрес и значительную часть сокровищ, которые Карл захватил у аваров. Приобретение этого богатства стало одной из причин, по которым Лев ІІІ смог быть столь благодетельным к церквям и благотворительным учреждениям Рима. Несмотря на уважительный тон письма, Карл Великий чётко в нём прояснил свою идею координации духовной и светской властей, не стесняясь напомнить папе о его духовных обязательствах. В частности, Карл заявил, что его функция — защищать Церковь, а функция папы — молиться за королевство и за победу королевской армии.
В 799 году противники Льва ІІІ под предводительством племянника папы Адриана I, Пасхалиса и казначея Кампулуса, подняли против него мятеж. 25 апреля на него было совершено нападение во время процессии у Фламинианских ворот. Папу затащили в церковь и избили до крови, пытаясь отрезать язык и выколоть глаза. Он был спасён двумя королевскими посланниками, которые явились с отрядом. С помощью герцога Сполето Винигиза Лев ІІІ бежал к Карлу в Падерборн.
Враги обвинили Льва III в прелюбодеяниях и клятвопреступлении. Карл Великий приказал доставить папу обратно в Рим. В ноябре 800 года сам Карл отправился в Рим и 1 декабря провёл совещание с представителями обеих сторон. 23 декабря Лев ІІІ принял присягу, поклявшись в своей чистоте, а его противники были сосланы.

## Коронация Карла Великого

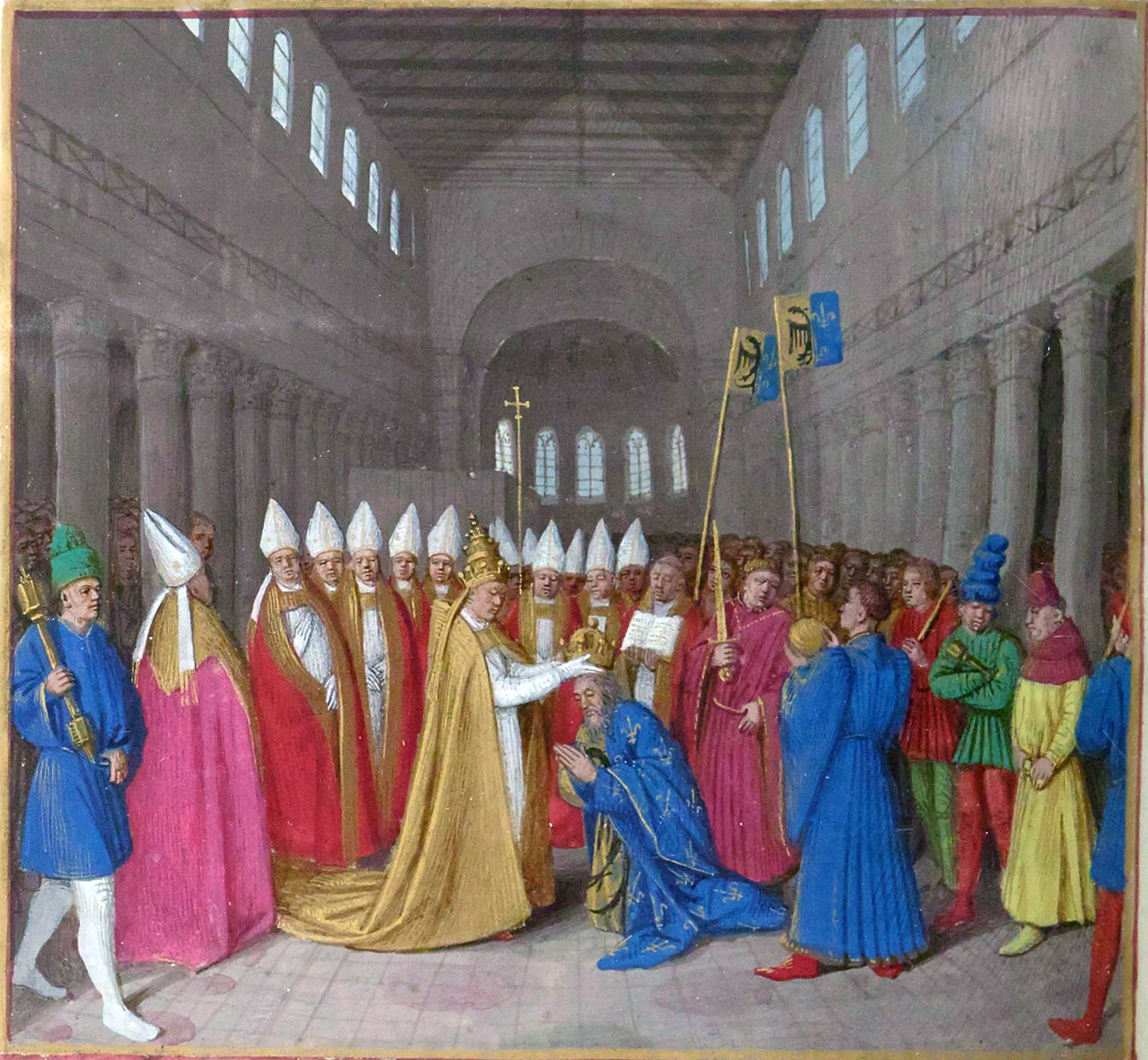
Коронация Карла в базилике Святого Петра

В благодарность Лев ІІІ венчал Карла императорской короной (25 декабря 800 года).
Отец Карла Великого, Пипин Короткий, защитил папство от лангобардов и издал «Пипинов дар», предоставивший землю вокруг Рима во владение папе. В 774 году папа Адриан I присвоил Карлу титул патриция Рима, который подразумевал прежде всего защиту Карлом Римской Церкви во всех её правах и привилегий. Через два дня после присяги Льва ІІІ, на Рождество 800 года, он короновал Карла как императора Священной Римской империи. Согласно биографу Карла Великого, Эйнхарду, Карл не подозревал о том, что должно было произойти, и если бы знал, то не принял бы императорскую корону. С другой стороны, нет оснований сомневаться в том, что уже некоторое время до того обсуждалось повышение статуса Карла как монарха: этому способствовала слабость императорской власти в Константинополе и признанное величие Каролингов. Коронация оскорбила Константинополь, который видел себя все ещё законным защитником Рима, но Восточная Римская императрица Ирина, как и многие её предшественники, была слишком слаба, чтобы предложить городу защиту.
Мало моментов в мировой истории, имевших большее значение, чем то, что произошло в базилике Святого Петра в Риме на Рождество 800 года. Карл Великий стал «отцом Европы». К его двору стали стекаться самые одарённые люди того времени. Монахи и другие переписчики переписывали древние рукописи, при монастырях и соборах были созданы школы — предтечи великих университетов. Прогресс отмечался в архитектуре, технике и сельском хозяйстве (например, система тройного севооборота). Под руководством Карла Великого произошло так называемое Каролингское возрождение. Хотя политическое единство империи Карла не пережило его самого, культурное единство Европы утвердилось на века.
Лев ІІІ помог восстановить короля Нортумбрии Эрдвульфа и разрешил различные споры между архиепископами Йорка и Кентербери. Он также отменил решение своего предшественника Адриана I о предоставлении мантии архиепископа Хигберту, епископу Личфилда. Он считал, что английский епископат был искажён до Адриана І, и в 803 году Личфилд снова стал епископатом.
Лев ІІІ полностью подчинялся Карлу во всех вопросах, вплоть до догматических, однако отказался включить в Символ веры тезис Filioque, принятый на Ахенском соборе в 809 году.
После смерти Карла Великого 28 января 814 года в Риме состоялся новый заговор против папы. Папа жестоко расправился со своими врагами в Риме, за что ему пришлось оправдываться перед новым императором Людовиком І Благочестивым, впрочем, успешно.
Лев III не был официально причислен к лику святых, но его имя было включено в Римский Мартиролог в 1673 году папой Климентом X. Из-за отсутствия свидетельств его святости имя Льва III было устранено из Мартиролога в ходе литургической реформы в 1953 году.

## Захоронение
Лев III был первоначально похоронен в своем фамильном склепе. Тем не менее, через несколько лет после его смерти его останки были помещены в гробницу, которая содержала останки первых четырёх пап с именем Лев. В XVIII веке мощи Льва I были отделены от других, и Лев III получил свою собственную усыпальницу.

## Значение
Понтификат Льва III примечателен в нескольких отношениях. Во-первых, здесь впервые открыто проявилось ставшее позже частым чередование пап, противостоящих друг другу по своим политическим ориентациям — провизантийского Адриана сменил профранкский Лев. Во-вторых, мятежом против него, законно избранного и уже правящего папы, была впервые нарушена неприкосновенность папы. В-третьих, на сцене появляется папский племянник, представляющий сторонников предшествующего папы и проводящий политику, направленную против его преемника, что в будущем также стало частым явлением.